# Andoharano
Genre
Andoharano est un genre d'araignées aranéomorphes de la famille des Filistatidae.

## Distribution
Les espèces de ce genre se rencontrent à Madagascar et en Namibie.

## Liste des espèces
Selon World Spider Catalog (version 20.0, 16/04/2019) :
- Andoharano ansieae Zonstein & Marusik, 2015
- Andoharano decaryi (Fage, 1945)
- Andoharano grandidieri (Simon, 1901)
- Andoharano griswoldi Magalhaes & Grismado, 2019
- Andoharano lehtineni Magalhaes & Grismado, 2019
- Andoharano milloti Legendre, 1972
- Andoharano monodi Legendre, 1972
- Andoharano ramirezi Magalhaes & Grismado, 2019
- Andoharano rollardae Magalhaes & Grismado, 2019
- Andoharano simoni Magalhaes & Grismado, 2019
- Andoharano woodae Magalhaes & Grismado, 2019
- Andoharano zonsteini Magalhaes & Grismado, 2019

## Publication originale
- Lehtinen, 1967 : Classification of the cribellate spiders and some allied families, with notes on the evolution of the suborder. Annales Zoologici Fennici, vol. 4, p. 199-468.